# (32558) 2001 QV30
2001 كيو في 30 (ويعرف أيضًا باسم (32558) 2001 كيو في 30 وفق تسمية الكوكب الصغير) (بالإنجليزية: 2001 QV30)‏ هو كويكب ضمن حزام الكويكبات؛ وترتيبه 32558 من حيث الاكتشاف.
اكتُشف هذا الجُرم الفلكي بواسطة بحث لنكولن عن الكويكبات القريبة من الأرض في 16 أغسطس 2001.

## وصلات خارجية
- (32558) 2001 QV30 في قاعدة بيانات مختبر الدفع النفاث لأجرام النظام الشمسي الصغيرة

- الاكتشاف · مخطط المدار ·  العناصر المدارية · المعلمات المادية

- (32558) 2001 QV30 على موقع ويكي سكاي: DSS2, SDSS, GALEX, IRAS, Hydrogen α, X-Ray, Astrophoto, Sky Map, Articles and images